# Nacionalna bibliografija
'Nacionalna bibliografija je izčrpen in sistematičen popis produkcije nacionalnih založnikov in izdajateljev o publikacijah in dokumentih, ki izhaja redno ter je izdelana v skladu z mednarodnimi standardi, ki so usklajeni z nacionalno knjižnico.

## O nacionalni bibliografiji
Nacionalna bibliografija je sredstvo UBKja (Univerzalna bibliografska kontrola), ki vodi svetovni sistem za evidenco ter izmenjavo bibliografskih podatkov besedil in beleži kulturno dediščino, pri tem pa ji pomaga obvezni izvod.

### Obseg nacionalne bibliografije
- nacionalna bibliografija zajema vso tekočo nacionalno produkcijo,
- popisuje produkcijo iz preteklosti in še ni bila popisana,
- vključuje vso gradivo, ne glede na jezik ali pisavo, ki je bilo izdano v državi,
- kriterije za nacionalno bibliografijo oblikuje nacionalna ustanova

### Pomen nacionalne bibliografije
- izbor in nabava gradiva v knjižnicah in ostalih ustanovah,
- promocija založniške dejavnosti tako v državi sami kot tudi v mednarodnem okolju,
- informacijski vir
- katalogizacija

### Izled in ažurnost nacionalnih bibliografij
Oblike morajo ustrezati vsem, tudi osebam s posebnimi potrebami, vsaj ena oblika pa mora ustrezati potrebam arhiviranja in prezervacije. Nacionalna bibliografija mora izhajati pravočasno glede na potrebe uporabnikov ter za indentifikacijo vsebovati naslov bibliografije, obdobje, ki ga popisuje, kraj in naziv izdajatelja, datum izida, mednarodno identifikacijsko številko, podatek o avtorskih pravicah, če je na voljo, CIP, če je na voljo in podatek o dostopnosti ter ceno. Poleg tega pa mora nacionalna bibliografija vsebovati tudi uvod in uporabniški priročnik, vključno s sistemskimi zahtevami. Bibliografski zapisi znotraj izdaje nacionalne bibliografije morajo biti urejeni z ustreznimi iskalnimi elementi na način, ki je primeren za uporabljeni format in ustreza potrebam uporabnikov.

## Slovenska bibliografija
Ena izmed temeljnih nalog nacionalne knjižnice je oblikovanje in izdajanje tekoče in retrospektive narodne bibliografije in je oblikovana po narodnostnem načelu, kar pomeni, da ne popisuje samo izdaj s slovenskega ozemlja, ampak zajema tudi dela avtorjev, ki so izšla v slovenskem jeziku zunaj državnih meja, ter dela, ki jih izdajajo založbe v širšem kulturnem prostoru, se pravi tudi izdaje zamejskih in izseljenskih založb. Ob tem izvaja tudi določeno selekcijo gradiva.
Bibliografski zapisi so narejeni v skladu z mednarodnimi standardi ter klasificirani po sistemu univerzalne decimalne klasifikacije (UDK). Do sedaj so bili vsako leto objavljeni v tiskani obliki. Po letu 1988 so bili prevzeti iz računalniškega kataloga KatNUK Narodne in univerzitetne knjižnice, podatke pred letom 1988 pa so pridobili z digitalizacijo tiskanih izvodov Slovenske bibliografije.
Slovenska narodna bibliografija nastaja na podlagi obveznega izvoda, ki ga Narodna in univerzitetna knjižnica pridobiva po določilih Zakona o obveznem izvodu publikacij, poleg tega pa tudi spremlja izdaje zamejskih in izseljenskih založnikov.